# Indianapolis 500 1981

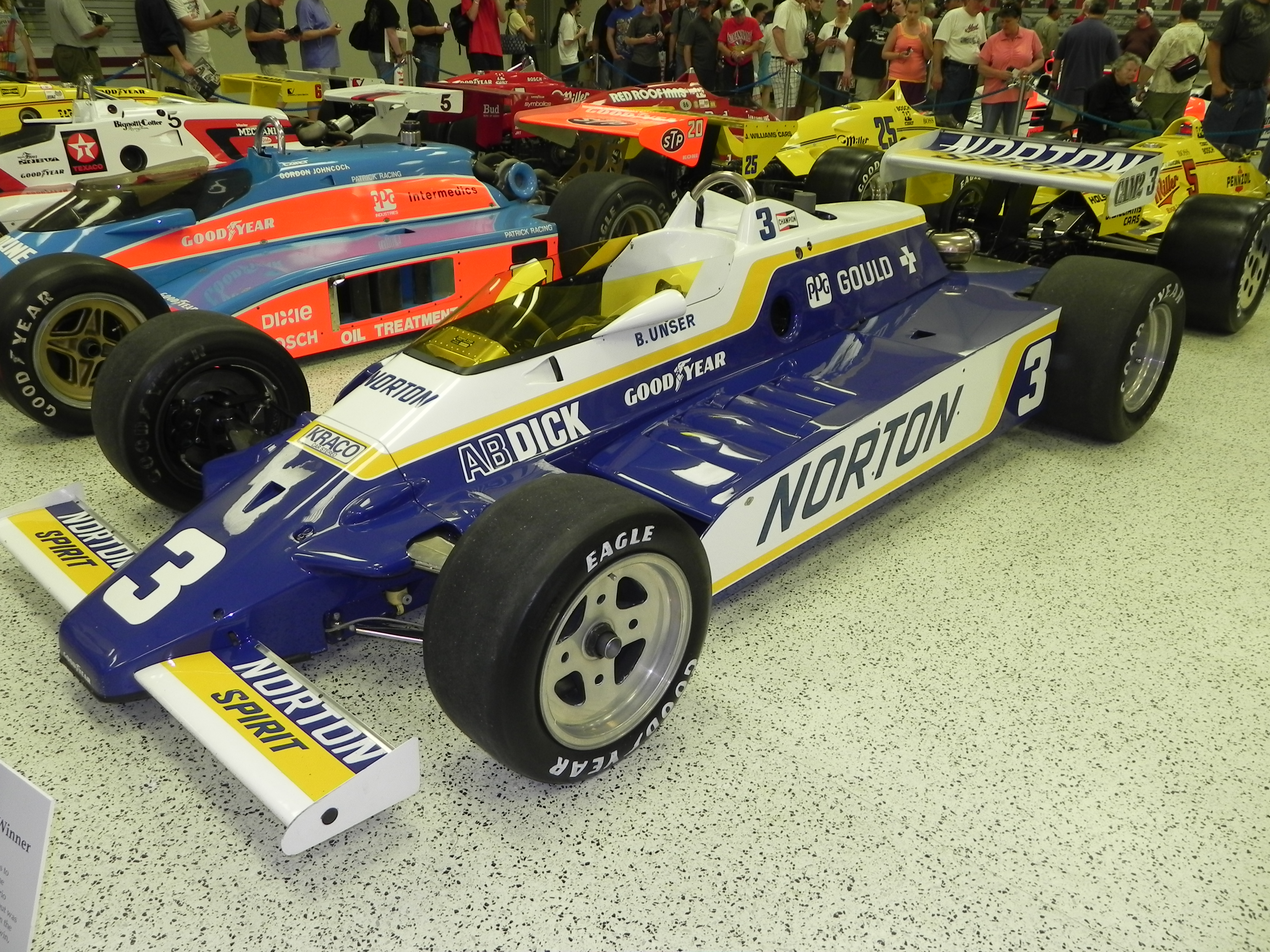
Penske PC9B, Siegerwagen von Bobby Unser

Das 65. Indianapolis 500 (offiziell 65th Running of the Indianapolis 500) auf dem Indianapolis Motor Speedway fand am 24. Mai 1981 statt.

## Das Rennen
Das Rennen ging über eine Distanz von 200 Runden à 4,023 km, was einer Gesamtdistanz von 804,672 km entspricht. Aus der Pole Position startete Bobby Unser (Team Penske) mit einer Vierrunden-Durchschnittszeit von 2:59.510 Min. oder 200,546 mph (322,748 km/h). Die schnellste Runde im Rennen drehte Gordon Johncock (Patrick Racing) in 45,70 Sekunden (196,937 mph). Das Rennen war der erste Lauf zur USAC Championship Car season 1981/82.

## Ergebnisse

### Startaufstellung
| Reihe | Innen                 | Mitte             | Außen            |
| ----- | --------------------- | ----------------- | ---------------- |
| 1     | Bobby Unser           | Mike Mosley       | A. J. Foyt       |
| 2     | Gordon Johncock       | Johnny Rutherford | Josele Garza     |
| 3     | Bill Alsup            | Gordon Smiley     | Al Unser         |
| 4     | Pancho Carter         | Gary Bettenhausen | Kevin Cogan      |
| 5     | Bob Lazier            | Tom Bigelow       | Geoff Brabham    |
| 6     | Tony Bettenhausen jr. | Steve Krisiloff   | Vern Schuppan    |
| 7     | Larry Dickson         | Tom Sneva         | Danny Ongais     |
| 8     | Rick Mears            | Sheldon Kinser    | Pete Halsmer     |
| 9     | Michael Chandler      | Don Whittington   | Bill Whittington |
| 10    | Dennis Firestone      | Scott Brayton     | Tom Klausler     |
| 11    | Jerry Karl            | Mario Andretti    | Tim Richmond     |

### Schlussklassement
Wetter: bewölkt, 25°
| Pos. | Nr. | Name                      | Team                     | Chassis        | Motor     | Rd. | Zeit/Rückstand               | Start |
| ---- | --- | ------------------------- | ------------------------ | -------------- | --------- | --- | ---------------------------- | ----- |
| 1    | 3   | Bobby Unser (W)           | Team Penske              | Penske PC9B    | Cosworth  | 200 | 3:35:41.780 Std. 139,184 mph | 1     |
| 2    | 40  | Mario Andretti (W)        | Patrick Racing           | Wildcat Mk8    | Cosworth  | 200 | 5,180 Sek.                   | 32    |
| 3    | 33  | Vern Schuppan             | Theodore Racing          | McLaren M24B   | Cosworth  | 199 | 1 Rd.                        | 18    |
| 4    | 32  | Kevin Cogan (R)           | O’Connell Racing         | Phoenix 80     | Cosworth  | 197 | 3 Rd.                        | 12    |
| 5    | 50  | Geoff Brabham (R)         | Psachie-Garza Racing     | Penske PC9     | Cosworth  | 197 | 3 Rd.                        | 15    |
| 6    | 81  | Sheldon Kinser            | Longhorn Racing          | Longhorn LR01  | Cosworth  | 195 | 5 Rd.                        | 23    |
| 7    | 16  | Tony Bettenhausen jr. (R) | Bettenhausen Motorsports | McLaren M24B   | Cosworth  | 195 | 5 Rd.                        | 16    |
| 8    | 53  | Steve Krisiloff           | Psachie-Garza Racing     | Penske PC7     | Cosworth  | 194 | 5 Rd.                        | 17    |
| 9    | 20  | Gordon Johncock (W)       | Patrick Racing           | Wildcat Mk8    | Cosworth  | 194 | Motor                        | 4     |
| 10   | 4   | Dennis Firestone          | Rhoades Racing           | Wildcat Mk8    | Cosworth  | 193 | Motor                        | 28    |
| 11   | 7   | Bill Alsup (R)            | Team Penske              | Penske PC9B    | Cosworth  | 193 | 7 Rd.                        | 7     |
| 12   | 74  | Michael Chandler (R)      | Hodgdon Racing           | Penske PC7     | Cosworth  | 192 | 8 Rd.                        | 25    |
| 13   | 14  | A. J. Foyt (W)            | Gilmore-Foyt Racing      | Coyote 80      | Cosworth  | 191 | 9 Rd.                        | 3     |
| 14   | 84  | Tim Richmond              | Mach 1 Enterprises       | Parnelli VPJ6C | Cosworth  | 191 | 9 Rd.                        | 33    |
| 15   | 38  | Jerry Karl                | Karl Racing              | McLaren M16E   | Chevrolet | 189 | 11 Rd.                       | 31    |
| 16   | 37  | Scott Brayton (R)         | Forsythe Racing          | Penske PC6     | Cosworth  | 173 | Motor                        | 29    |
| 17   | 88  | Al Unser (W)              | Longhorn Racing          | Longhorn LR02  | Cosworth  | 166 | 34 Rd.                       | 9     |
| 18   | 31  | Larry Dickson             | Machinists Union Racing  | Penske PC7     | Cosworth  | 165 | Motor                        | 19    |
| 19   | 35  | Bob Lazier (R)            | Fletcher Racing          | Penske PC7     | Cosworth  | 154 | Motor                        | 13    |
| 20   | 56  | Tom Bigelow               | Gohr Racing              | Penske PC7     | Chevrolet | 152 | Motor                        | 14    |
| 21   | 90  | Bill Whittington          | Whittington Brothers     | March 81C      | Cosworth  | 146 | Defekt                       | 27    |
| 22   | 60  | Gordon Smiley             | Patrick Racing           | Wildcat Mk8    | Cosworth  | 141 | Unfall                       | 8     |
| 23   | 55  | Josele Garza (R)          | Psachie-Garza Racing     | Penske PC9     | Cosworth  | 138 | Unfall                       | 6     |
| 24   | 79  | Pete Halsmer (R)          | Arciero Racing           | Penske PC7     | Cosworth  | 123 | Unfall                       | 24    |
| 25   | 2   | Tom Sneva                 | Bignotti-Cotter          | March 81C      | Cosworth  | 96  | Kupplung                     | 20    |
| 26   | 8   | Gary Bettenhausen         | Lindsey Hopkins Racing   | Lightning      | Cosworth  | 69  | Defekt                       | 11    |
| 27   | 25  | Danny Ongais              | Interscope Racing        | Interscope 022 | Cosworth  | 64  | Unfall                       | 21    |
| 28   | 5   | Pancho Carter             | Morales-Capels           | Penske PC7     | Cosworth  | 63  | Motor                        | 10    |
| 29   | 51  | Tom Klausler (R)          | Schulz Racing            | Lightning      | Chevrolet | 60  | Getriebe                     | 30    |
| 30   | 6   | Rick Mears (W)            | Team Penske              | Penske PC9B    | Cosworth  | 58  | Feuer                        | 22    |
| 31   | 91  | Don Whittington           | Whittington Brothers     | March 81C      | Cosworth  | 32  | Unfall                       | 26    |
| 32   | 1   | Johnny Rutherford (W)     | Chaparral Cars           | Chaparral 2K   | Cosworth  | 25  | Benzinpumpe                  | 5     |
| 33   | 48  | Mike Mosley               | All American Racers      | Eagle 81       | Chevrolet | 16  | Kühlung                      | 2     |

(W)=früherer Gewinner / (R)=Rookie / alle Starter auf Goodyear-Reifen / Gelbphasen: 11 für 69 Rd.

### Führungsrunden
| Fahrer            | Team                   | Anzahl |
| ----------------- | ---------------------- | ------ |
| Bobby Unser       | Team Penske            | 89     |
| Gordon Johncock   | Patrick Racing         | 52     |
| Tom Sneva         | Bignotti-Cotter Racing | 25     |
| Josele Garza      | Psachie-Garza Racing   | 13     |
| Mario Andretti    | Patrick Racing         | 12     |
| Danny Ongais      | Interscope Racing      | 4      |
| Johnny Rutherford | Chaparral Cars         | 3      |
| Rick Mears        | Team Penske            | 1      |
| Gordon Smiley     | Patrick Racing         | 1      |